# 観光バス
観光バス（かんこうバス）は、「観光を主目的としたバスの運行形態」、あるいは「観光を主目的としたバスそのもの」のこと。
観光バスには多様な形態があり、広義の観光バスには貸切バス事業によるものと乗合バス事業によるものを含むが、狭義には貸切バス事業によるもので都市間ツアーバスなどを除いたものをいう。

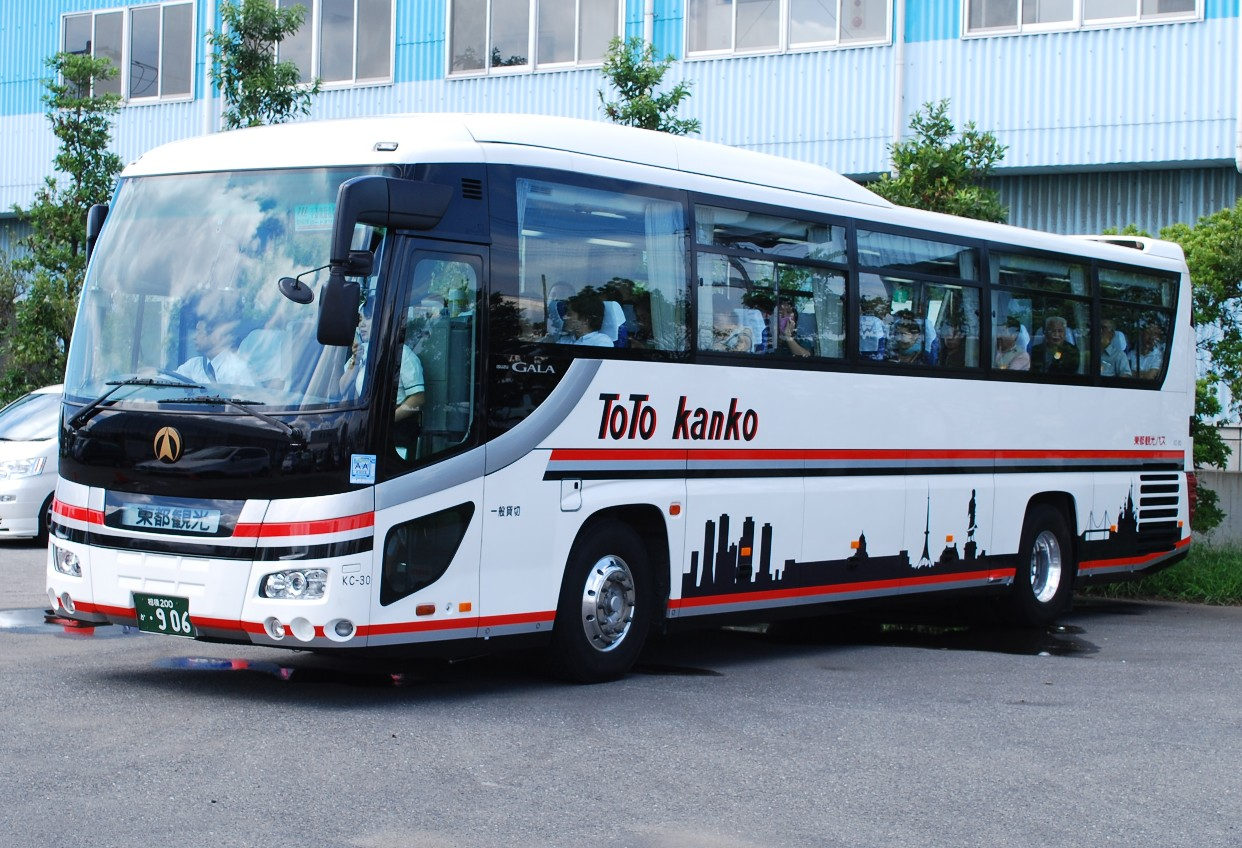
日本の人を乗せた観光バス車両の一例
いすゞ・ガーラ
東都自動車交通「東都観光バス」相模営業所所属

## 日本の観光バス

### 運行
狭義には道路運送法に規定される一般貸切旅客自動車運送（貸切バス）事業のうち、都市間ツアーバスなどを除いたものをいう。一方、広義の観光バスには、一般乗合旅客自動車運送（乗合バス）事業による定期観光バスが含まれる。
なお、日本では「周遊バス」や「観光周遊バス」に法的な定義がなく事業者により意味合いが異なる。定期観光バスの中には「観光周遊バス」として運行されているものもあるが、統計やデータベースでは定期観光バスを「観光周遊バス」から除外しているもの（「観光周遊バス」を予約不要で観光地を循環する形態で1日に数便運行される形態などに限る）もある。
ここでは主に道路運送法に規定される「一般貸切旅客自動車運送事業」のうち狭義の観光バスについて記述する（定期観光バスについては定期観光バスの記事を参照）。
日本国内では観光バス・高速バスに対しても、2009年7月からETC大幅割引が適用されるようになった。

### 車両
- 携帯電話・携帯情報端末の普及に伴い、座席に充電用のコンセントやUSBポート[5]を設置したり、車両に公衆無線LANのアクセスポイント[6]を設置した例がある。
- 特定の観光地へ乗り入れるための専用車が用意されることがある。例えば長野県上高地へ向かう途中の釜トンネルは2006年に新トンネルが完成するまで道路幅・高さともに狭かったため、通常の大型ハイデッカーの乗り入れが不可能であった。このため全長・全高を抑えてショートホイールベースとした「上高地仕様」と呼ばれる仕様が存在し、上高地へのツアー輸送を多く受注するバス事業者で導入されていた[注釈 1]。
- 2台口以上の台数で走る場合は号車番号が付くことが多い。関東などでは頭から1号車、2号車、3号車となるが、近畿地方、東海3県（愛知県・岐阜県・三重県）では最後が1号車、その前に2号車・3号車という風に号車番号が付く（したがって先頭車に最大の号車番号がつけられる）ことが多い。これは対向車が何台のバスがつながって走っているかを早く認識できるようにするためと言われる[8]。一部には1/8と「号車番号/総号車」の表記や「8終」と表記するケースもある。この傾向は関西で顕著だが、東海の一部の事業者でも見受けられる。婦人会旅行、宗教団体、老人団体など4号車が忌み番として嫌われる場合「寿号車」などと表記する場合がある。

## 中国の観光バス

### 香港
香港では屋根なしの2階建てバスのオープントップバスが名物になっている。香港のオープントップバスは全て自由席で、基本的に2階席であるオープントップ席を使用する。1階席もあるが通常は使用されず、急な荒天時などに使用されている。一般的にツアーの集合場所でバスに乗り込むが、自由席であり到着順に乗車する。

### 揚州
揚州では観光客向けの移動手段として周遊バスが年中無休で運行している。周遊1号線ルートと周遊2号線ルートの2つが設定されており、運賃は現金か市民カードまたは公共レンタサイクルカードで支払う。
周遊バスのほかに3月から11月まで「旅行観光バス」が運行されており、観光客は当日チケットを持っていれば一日乗り放題となっている。この「旅行観光バス」は大明寺を起点に運行ルートが設定されている。

## 台湾の観光バス
台湾では台湾観光局が各地の旅行会社と提携する観光バスサービス「台湾観巴（Taiwan Tour Bus）」が運営されている。これらの観光バス（ガイド付）は事前予約制で、台湾高速鉄道（台湾新幹線）や台湾鉄道の駅、空港、ホテルまでの送迎サービスがあり、各観光地との間で半日または1日のコースが設定されている。
なお、台湾では鉄道主要駅等と観光地をつなぐ交通機関にシャトルバス「台湾好行」があり、エリアごとに観光地を巡回する乗降自由のバスとなっている。

## 観光バスの車両

### メーカー
三菱自動車工業→三菱ふそうトラック・バス
- エアロクィーン/エアロバス
- エアロキング
- エアロミディ（観光型）
  - エアロミディMK
  - エアロミディMJ

日野自動車
- 日野・セレガ-** セレガFC（中型）
  - ブルーリボン（観光型）
  - グランビュー（2階建車両）
- 日野・レインボーRR（観光型）
- メルファ
- リエッセ

いすゞ自動車
- スーパークルーザー
- いすゞ・ジャーニー
  - ジャーニーQ
- ガーラ
- ガーラミオ

日産ディーゼル工業→UDトラックス
- スペースアロー/スペースドリーム
- スペースランナー7

現代自動車
- ユニバース

大宇バス
- BX212

ネオプラン
- シティライナー
- スカイライナー
- スペースライナー
- スターライナー

バンホール
- アストロメガ
- アクロン/アストロン

揚州亜星客車
- オノエンスター

### ギャラリー

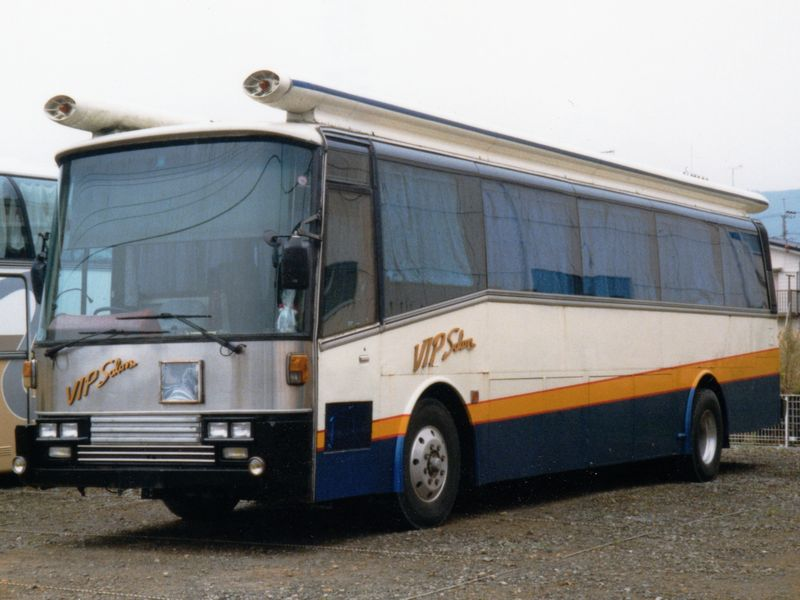
ロケット状のマーカーランプを設置した例（富士重工業製車体）
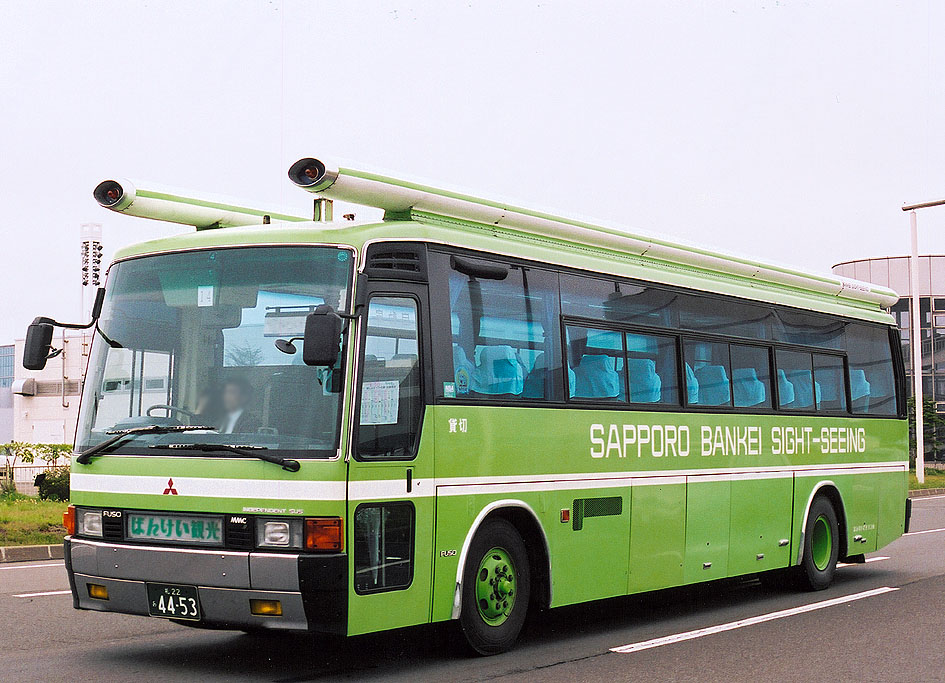
ロケット状のマーカーランプを設置した例（三菱ふそう・エアロバス）
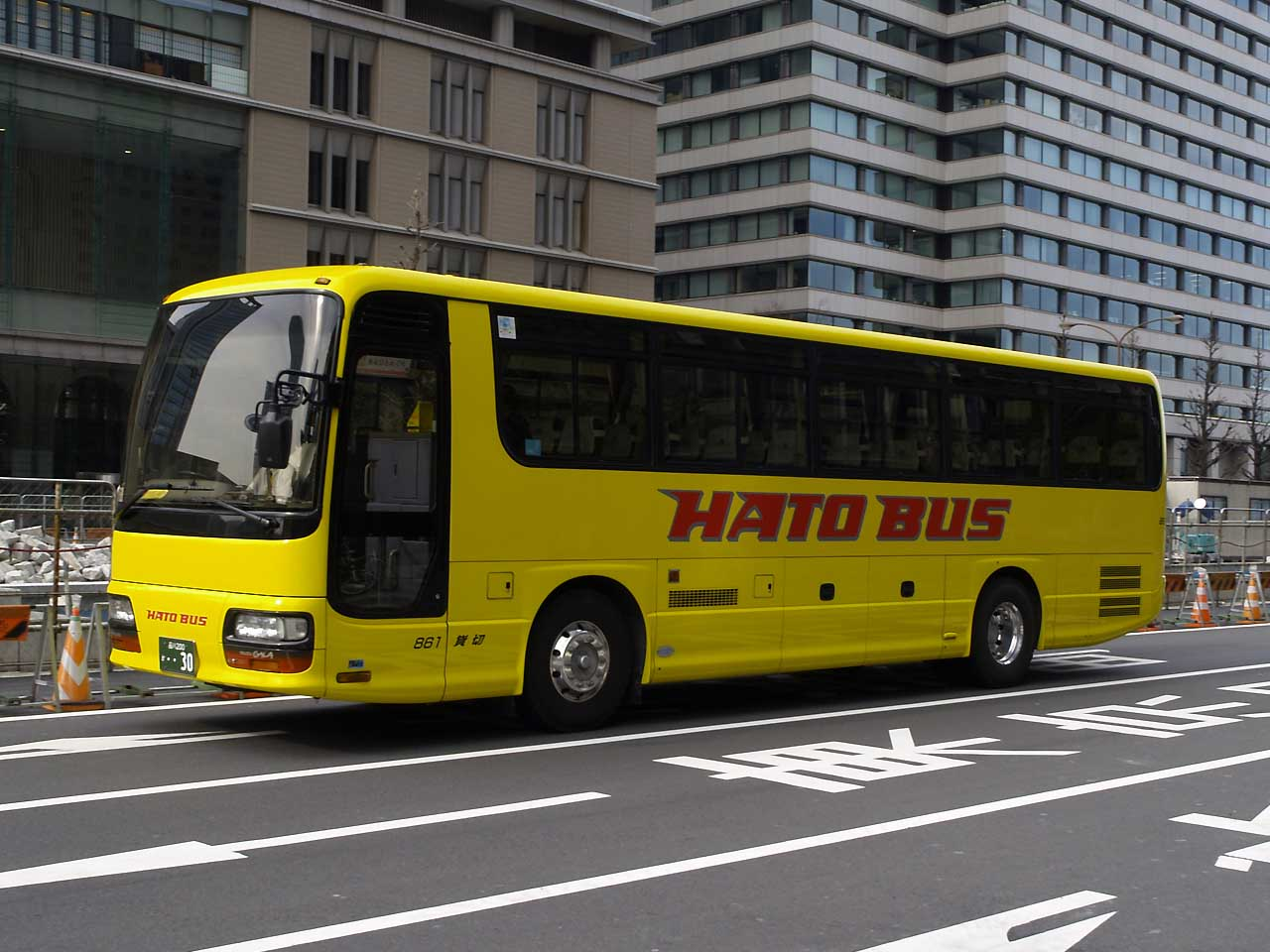
上高地仕様（いすゞ・ガーラ（初代）、はとバス）
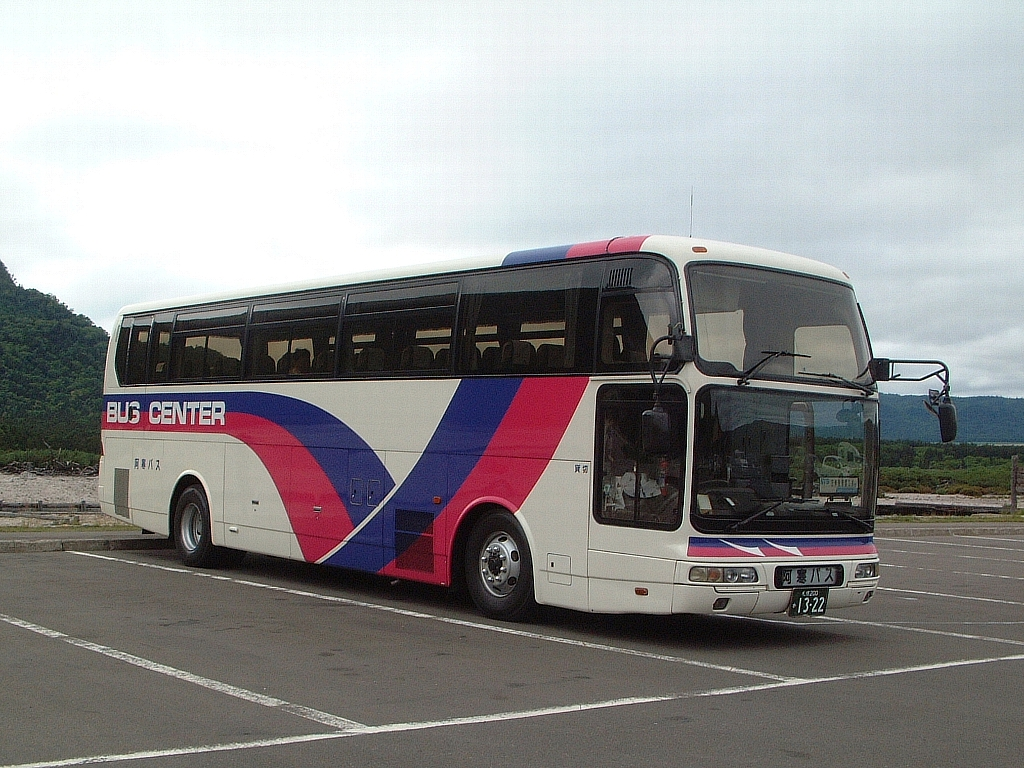
協同組合方式でカラーリングを統一した例（阿寒バス・ひがし北海道貸切バス事業協同組合の共通色）
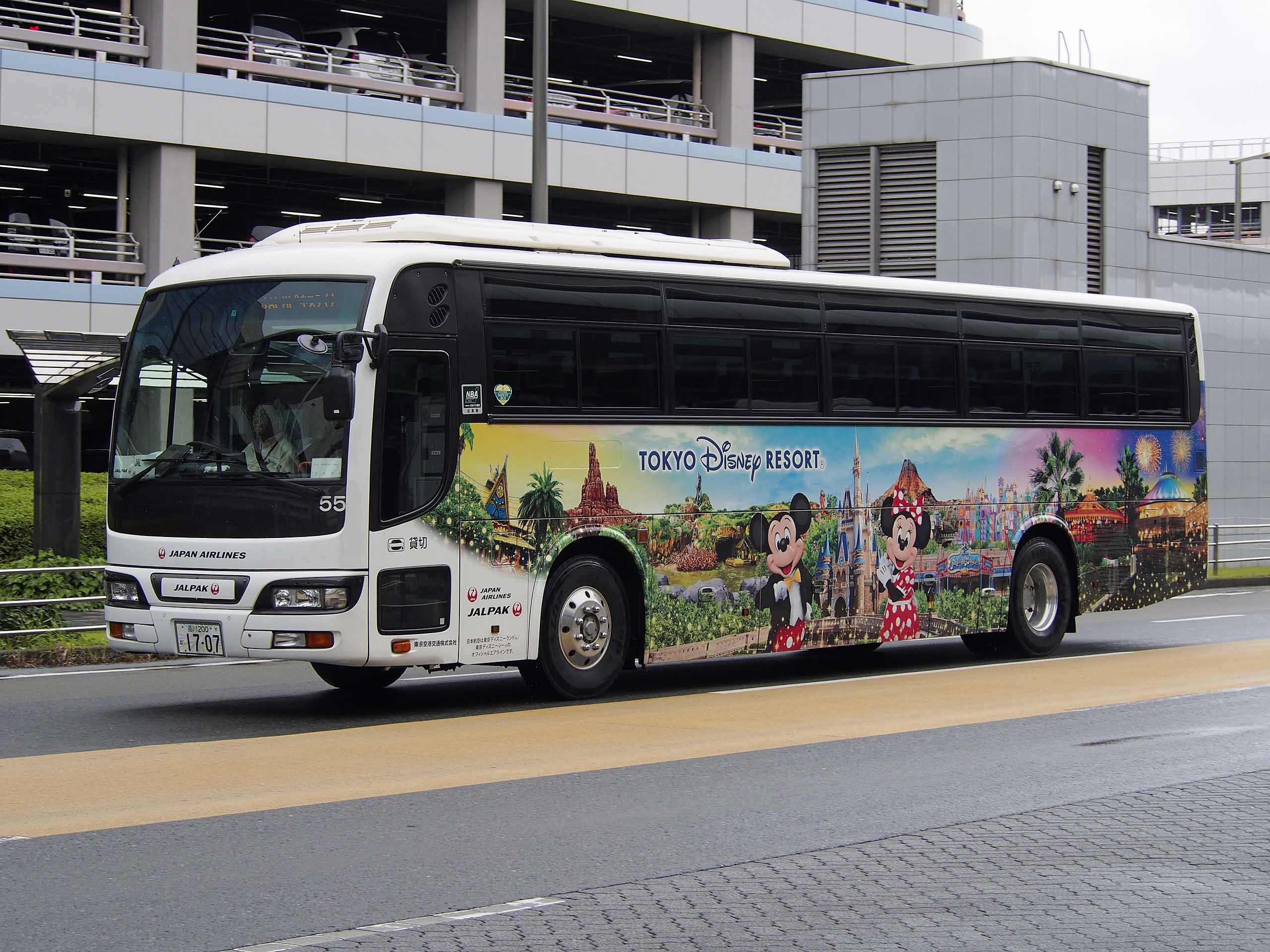
航空会社系の旅行会社と契約して車体デザインを東京ディズニーリゾートツアー専用にした例（ジャルパック/東京空港交通「JALハピネスライナー」）
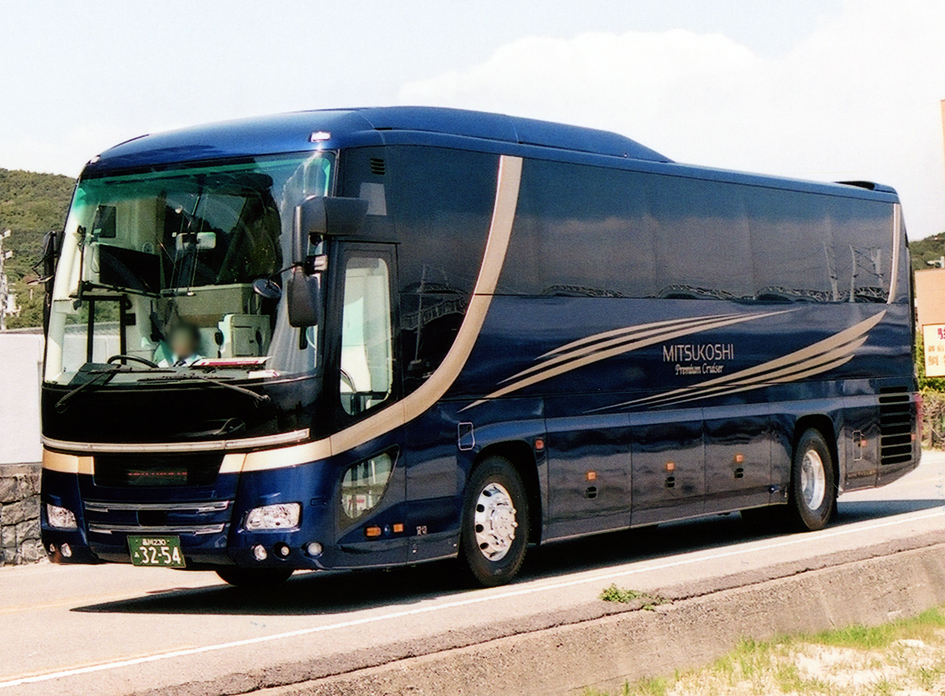
百貨店系の旅行会社と契約して車両の仕様を契約先のツアー専用にした例（三越伊勢丹ニッコウトラベル/kmモビリティサービス「三越伊勢丹プレミアムクルーザー」）
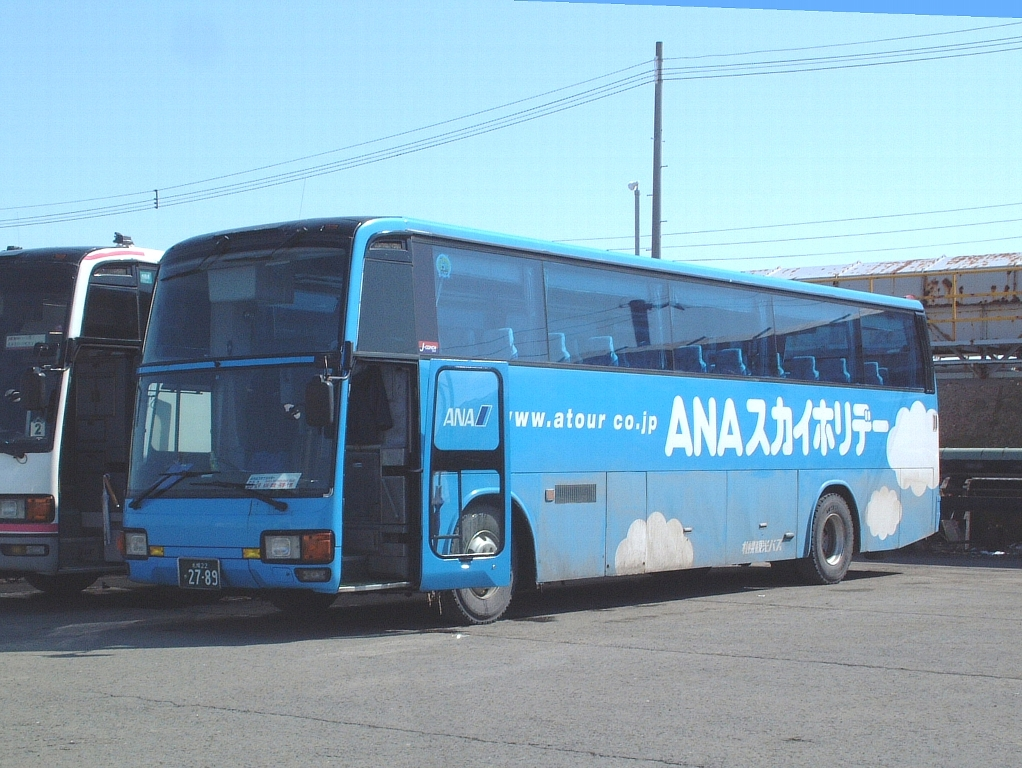
航空会社と契約して車体デザインをオリジナルカラーにした例（全日空スカイホリデー/札幌観光バス）
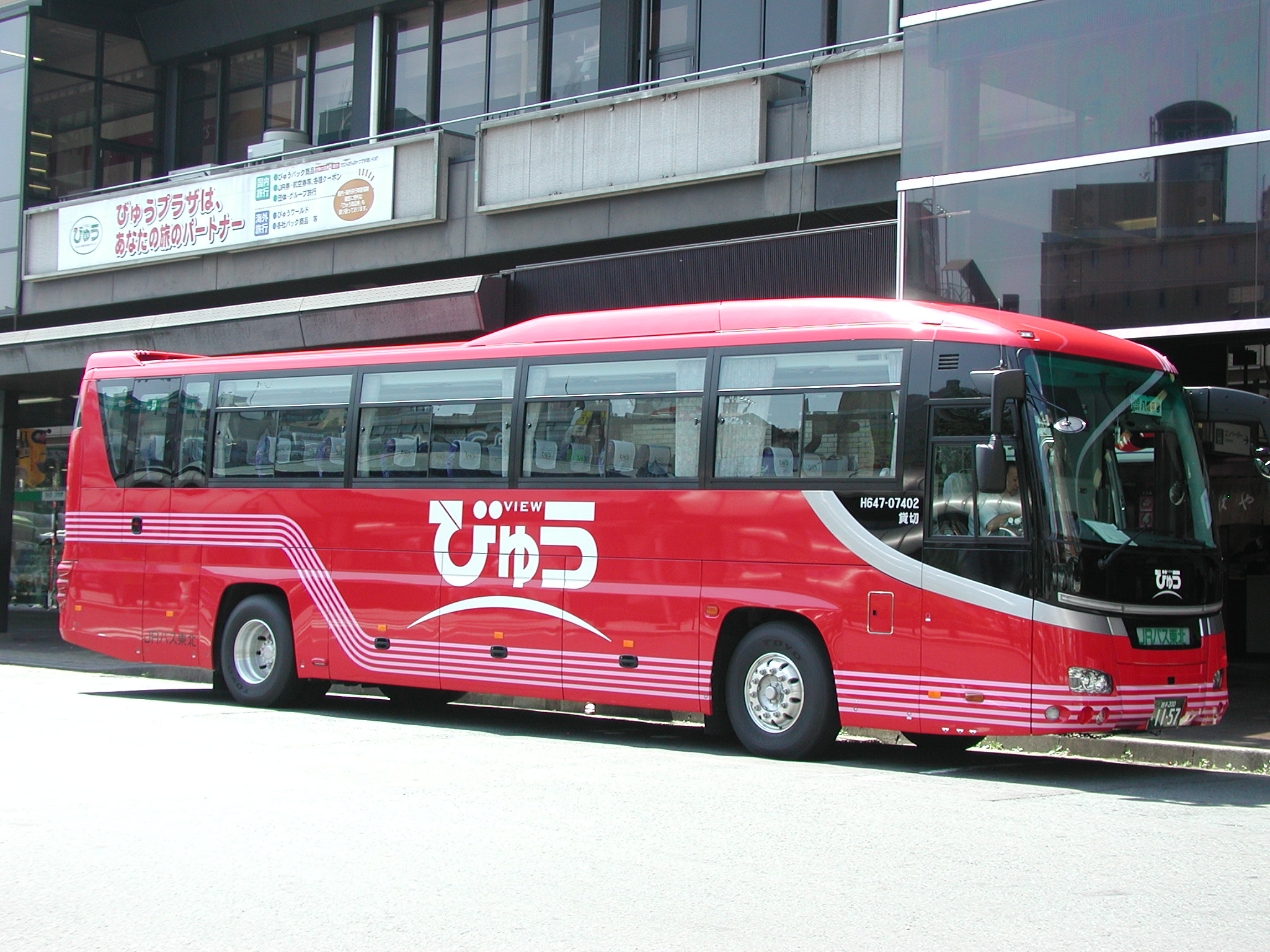
鉄道会社と契約して車体デザインをオリジナルカラーにした例（JR東日本/JRバス東北「びゅうばす」）